# Mary Harron

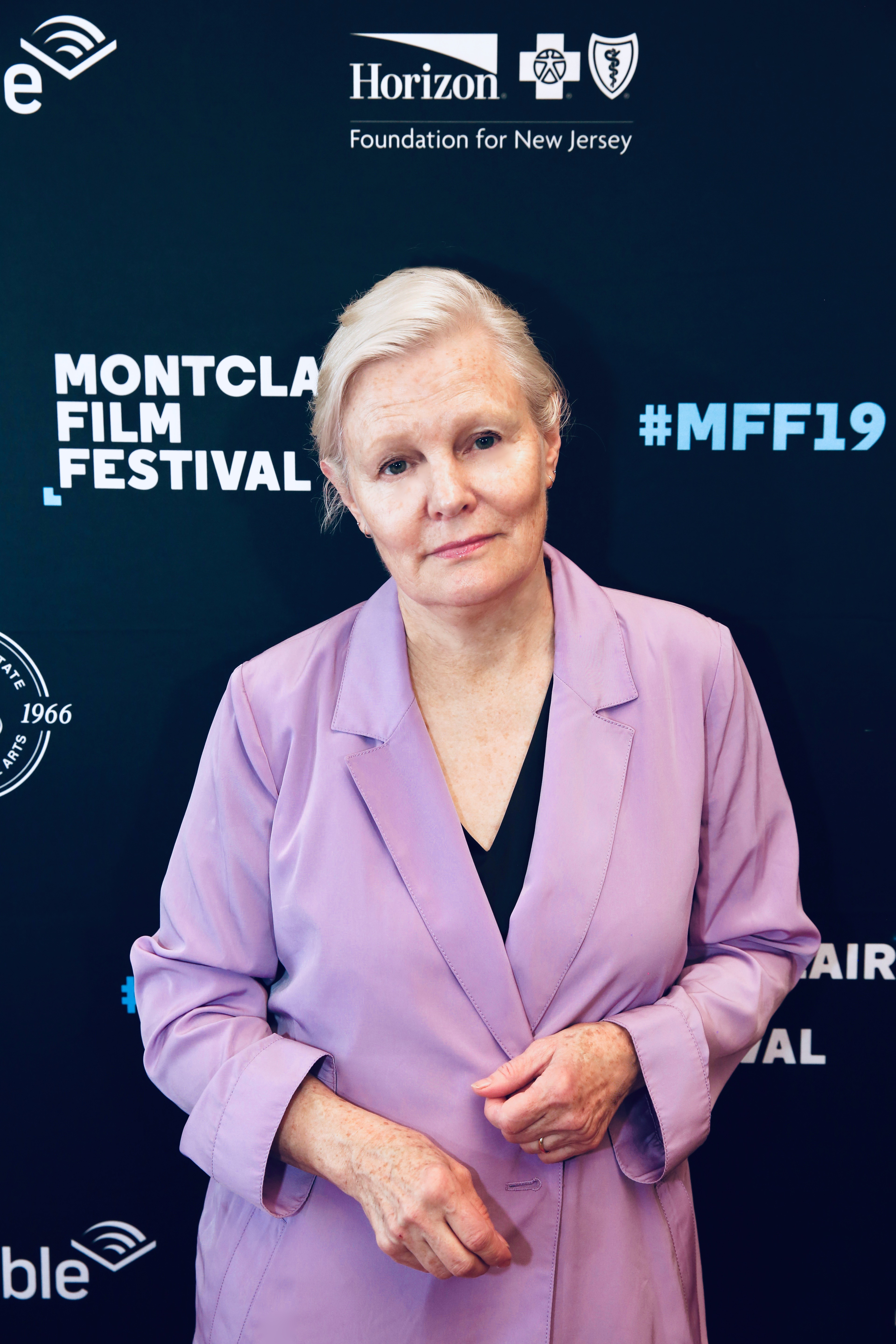
Mary Harron 2019

Mary Harron (* 12. Januar 1953 in Kanada) ist eine kanadische Filmregisseurin und Drehbuchautorin. Ihr bis dato bekanntester Film ist der mit Christian Bale in der Titelrolle verfilmte American Psycho.

## Leben und Karriere
Nachdem Harron zunächst in Kanada aufgewachsen war, zog ihre Familie nach Großbritannien, als sie dreizehn Jahre alt war. Dort besuchte sie in den 1970er-Jahren das St Anne’s College der University of Oxford. Dann jedoch zog sie nach New York und wurde dort Teil der Punk-Szene. Sie arbeitete als Musikjournalistin und war die Erste, die ein Interview mit den Sex Pistols für ein amerikanisches Magazin führte. Außer über Musik schrieb Harron über Schauspiel, sie berichtete, wieder zurück in Großbritannien, unter anderem für den Observer, den Guardian und den New Statesman.
Nachdem sie in den 1990er-Jahren wieder nach New York gezogen war und dort als Produzentin einer Programmreihe bei PBS gearbeitet hatte, bekam sie die Möglichkeit, ein länger geplantes Projekt über Valerie Solanas umzusetzen. Die Frau, die im Juni 1968 ein Attentat auf Andy Warhol verübt hatte, wurde im 1997 erschienenen Film von Harron von Lili Taylor gespielt. Ende der 1990er-Jahre nahm sich Harron eines sehr kontrovers diskutierten Stoffes an. Sie verfilmte den Skandalroman American Psycho, der zwar schon 1991 als dritter Roman von Bret Easton Ellis in den USA erschienen war, in Deutschland jedoch aufgrund seiner drastischen Schilderungen von sadistischer und frauenfeindlicher Gewalt bis 2001 indiziert war. Der ebenfalls als kontrovers betrachtete Film war ein finanzieller Erfolg und wurde auch von der Kritik durchaus positiv aufgenommen.
Seit den 2000er-Jahren arbeitete Harron vornehmlich bei Fernsehproduktionen, ihren dritten Langfilm drehte sie 2005, ihren bisher vierten 2011. Weitere Film- und Fernseharbeiten folgten, darunter Filmbiografien über Anna Nicole Smith und Salvador Dalí und die Miniserie Alias Grace.
2018 wurde Harron beim Internationalen Filmfestival von Stockholm mit dem Stockholm Lifetime Achievement Award geehrt. Im gleichen Jahr gewann sie in zwei Kategorien den Canadian Screen Award für ihre Arbeit an der Miniserie Alias Grace.
Sie lebt mit ihrem Ehemann John C. Walsh und zwei Töchtern in New York.

## Filmografie (Auswahl)
- 1994: Winds of Change (TV)
- 1996: I Shot Andy Warhol
- 2000: American Psycho
- 2001: Das Geheimnis von Pasadena (Pasadena) (Fernsehserie)
- 2004: The L Word – Wenn Frauen Frauen lieben (Fernsehserie, 1 Episode)
- 2005: Six Feet Under – Gestorben wird immer (Fernsehserie, 1 Episode)
- 2005: The Notorious Bettie Page
- 2006: Big Love (Fernsehserie, 1 Episode)
- 2011: Die Sehnsucht der Falter (The Moth Diaries)
- 2013: Anna Nicole – Leben und Tod eines Playmates (Anna Nicole)
- 2017: Alias Grace (Miniserie)
- 2018: Charlie Says
- 2020: The Expecting (Fernsehserie)
- 2022: Dalíland